# 霰餅
霰餅（日语： Arare */?）又稱雪餅，是一种以糯米为原料，用酱油调味的日式餅乾。它的大小和形状與仙贝有所不同。雪餅的名字來自於雪粒，體積较小的雪餅在大小和形状上与雪粒相似，但不同的雪餅在大小、味道和形状上都会有很大的不同。而一些較小的雪餅可以拼接為雪餅塊，例如旺旺集團出品的旺旺雪餅。20世紀初，日本移民將雪餅引入美國。